# Confiteor
 (novembre 2022).
Pour le roman homonyme de Jaume Cabré, voir Confiteor (roman).
Le Confiteor est une prière catholique commune aux rites latins médiévaux et modernes, commençant par : « Je confesse » (en latin : Confiteor). Par cette formule, le fidèle se reconnaît pécheur.
Texte latin du rite tridentin, en vigueur jusqu’en 1969 dans la plupart des paroisses, et toujours en vigueur dans les paroisses traditionnelles :

« Confiteor Deo omnipotenti, beatae Mariae semper Virgini, beato Michaeli Archangeli, beato Joanni Baptistae, sanctis apostolis Petro et Paulo, omnibus sanctis et te Pater, quia peccavi nimis cogitatione, verbo et opere. Mea culpa, mea culpa, mea maxima culpa. Ideo precor beatam Mariam semper Virginem, beatum Michaelem Archangelum, beatum Joannem Baptistam, sanctos apostolos Petrum et Paulum, omnes sanctos et te Pater, orare pro me ad Dominum Deum nostrum. »

Texte français, traduit du latin, du rite tridentin :

« Je confesse à Dieu tout-puissant, à la bienheureuse Marie toujours Vierge, à saint Michel Archange, à saint Jean Baptiste, aux saints apôtres Pierre et Paul, à tous les saints et à vous mon Père, que j’ai péché, en pensée, en parole et en action. C’est ma faute, c’est ma faute, c’est ma très grande faute. C’est pourquoi je supplie la bienheureuse Marie toujours Vierge, saint Michel Archange, saint Jean Baptiste, les saints apôtres Pierre et Paul, tous les saints et vous mon Père, de prier pour moi le Seigneur notre Dieu. »

Texte français du rite romain de 1969 à 2021 :

« Je confesse à Dieu tout-puissant, je reconnais devant mes frères que j’ai péché, en pensée, en parole, par action et par omission. Oui, j’ai vraiment péché. C’est pourquoi je supplie la Vierge Marie, les anges et tous les saints, et vous aussi, mes frères, de prier pour moi le Seigneur notre Dieu. »

Texte français du rite romain depuis 2021 :

« Je confesse à Dieu tout-puissant, je reconnais devant vous, frères et sœurs, que j’ai péché en pensée, en parole, par action et par omission. Oui, j’ai vraiment péché. C’est pourquoi je supplie la bienheureuse Vierge Marie, les anges et tous les saints, et vous aussi, frères et sœurs, de prier pour moi le Seigneur notre Dieu. »

La prière se déroule en deux temps : 1. Aveu de l'état de pécheur et demande d'intercession, 2. Demande de pardon, par laquelle celui ou celle qui préside la célébration demande la miséricorde de Dieu, le pardon des péchés et la vie éternelle.

## Prémices
Les premières sources sur le rite romain décrivent toutes la messe comme commençant avec l'introït. Cependant, le célébrant pouvait avoir effectué une prière de pénitence de type Confiteor à titre de prières privées dans la sacristie avant de commencer la messe. Ce n'est qu'à partir du 10e ou au 11e siècle que des preuves de la préparation à la messe faite à l'autel apparaissent.
Certaines prières similaires au Confiteor apparaissent plus tôt en dehors de la messe. La Règle canonique de Chrodegang de Metz (d. 743), au VIIIe siècle, recommande : « Tout d'abord prosternez-vous humblement devant Dieu... et priez la Bienheureuse Marie avec les saints Apôtres et Martyrs et confesseurs de prier le Seigneur pour vous." et Ecgbert d'York (d. 766) donne une forme abrégée qui est le germe de notre prière actuelle : ."Dites à celui à qui vous voulez confesser vos péchés : par ma faute, j'ai péché excessivement en pensée, en parole et en acte." En réponse, le confesseur dit presque exactement la prière du Misereatur.

## Histoire
Le Confiteor est cité pour la première fois dans le cadre de l'introduction de la messe de Bernold de Constance (mort en 1100). La forme tridentine du Confiteor se trouve dans " l'Ordo Romanus XIV " du XIVe siècle avec une légère différence, puis se trouve mot pour mot dans un décret du troisième concile de Ravenne (1314)..
Au Moyen Âge, la forme du Confiteor et surtout la liste des saints qu'il invoquait variaient considérablement. Les Ordres chartreux, carmélites et dominicains, dont les missels existaient alors depuis plus de 200 ans, furent autorisés après 1570, à conserver des formes de confiteor différentes de celle du missel tridentin. Ces trois formulaires étaient assez courts et ne contenaient qu'un seul « mea culpa » ; les Dominicains invoquaient, outre la Sainte Vierge, saint Dominique. D'ailleurs, quelques autres ordres eurent le privilège d'ajouter le nom de leur fondateur après celui de saint Paul. Les franciscains, par exemple, ont inséré le nom de François d'Assise et de nombreuses maisons bénédictines ont ajouté le nom de leur fondateur, saint Benoît. Le patron local a été inséré au même endroit dans quelques usages locaux.
Dans toutes les éditions du Missel romain tridentin de 1570 à 1962, le texte du Confiteor est resté inchangé, mais il y a eu des changements dans les rubriques connexes et dans la formulation de la prière Misereatur avec laquelle les servants d'autels répondaient au Confiteor du prêtre et vice et versa. Dans le Missel romain tridentin original, promulgué et publié par le pape Pie V en 1570, cette prière comprenait l'expression dimissis omnibus peccatis vestris/tuis ("pardonne tous tes péchés"),; mais en 1604, un autre pape, Clément VIII, révisa le Missel romain tridentin de 1570 et, entre autres changements, supprima le mot omnibus ("tous") de cette prière
En 2021, une nouvelle traduction française officielle est publiée.
Le Confiteor était récité au début de la messe pendant les prières au bas de l'autel, et à la communion des fidèles. Le deuxième confiteor a été supprimé par le pape Jean XXIII dans son code des rubriques de 1960. Le Caeremoniale Episcoporum prévoyait également que, lorsqu'un évêque célébrait la messe solennelle, le diacre devait chanter le Confiteor après le sermon et avant que l'évêque n'accorde une indulgence. Les éditions tridentines du Missel romain prescrivaient que le prêtre devait s'incliner profondément devant l'autel tout en récitant le Confiteor avec les mains jointes et qu'il devait rester incliné jusqu'à ce que le ou les servants commencent leur récitation du Confiteor.
De 1604 à 1962, le Missel romain prescrit également qu'aux mots mea culpa, mea culpa, mea maxima culpa, ceux qui récitent le Confiteor se frappent trois fois la poitrine. Ni l'édition tridentine originale (1570) du Missel romain ni les éditions Vatican II (à partir de 1970) ne précisent le nombre de fois. Aucune édition ne précise la forme du battement de sein, sauf pour dire qu'il doit être fait avec la main droite. Que la main doit être serrée dans un poing est défendu par certains et rejeté par d'autres. Augustin d'Hippone écrivait, à propos de ce geste, : "A peine avez-vous entendu le mot 'Confiteor', que vous vous frappez la poitrine. Qu'est-ce que cela veut dire sinon que vous voulez mettre en lumière ce qui est caché dans la poitrine, et par cet acte nettoyer vos péchés cachés ?" (Sermo de verbis Domini, 13), et saint Jérôme de même: « Nous frappons notre poitrine, car la poitrine est le siège des mauvaises pensées : nous voulons chasser ces pensées, nous voulons purifier nos cœurs » (Ezechiel, XVIII) .

## Versions
| Latin                                                       | Français (1969)                                                   | Français (2021)                                                   |
| ----------------------------------------------------------- | ----------------------------------------------------------------- | ----------------------------------------------------------------- |
| Confiteor Deo omnipotenti                                   | Je confesse à Dieu tout-puissant,                                 | Je confesse à Dieu tout-puissant,                                 |
| et vobis, fratres,                                          | Je reconnais devant mes frères                                    | je reconnais devant vous, frères et sœurs,                        |
| quia peccavi nimis cogitatione, verbo, opere et omissione : | que j’ai péché, en pensée, en parole, par action et par omission. | que j’ai péché, en pensée, en parole, par action et par omission. |
| Mea culpa, mea culpa, mea maxima culpa.                     | Oui, j’ai vraiment péché.                                         | Oui, j’ai vraiment péché.                                         |
| Ideo precor beatam Mariam semper Virginem,                  | C’est pourquoi, je supplie la Vierge Marie,                       | C’est pourquoi je supplie la bienheureuse Vierge Marie,           |
| omnes Angelos et Sanctos,                                   | les anges et tous les saints,                                     | les anges et tous les saints,                                     |
| et vos, fratres,                                            | et vous aussi, mes frères,                                        | et vous aussi, frères et sœurs,                                   |
| orare pro me ad Dominum Deum nostrum.                       | de prier pour moi le Seigneur notre Dieu.                         | de prier pour moi le Seigneur notre Dieu.                         |

Après avoir récité ces paroles, le prêtre ajoute dans la version en latin :
« Misereatur nostri omnipotens Deus et, dimissis peccatis nostris, perducat nos ad vitam æternam. », et dans la version en français : « Que Dieu tout-puissant nous fasse miséricorde, qu'il nous pardonne nos péchés, et nous conduise à la vie éternelle. ».